# Services de la circulation aérienne
Pour les articles homonymes, voir ATS.

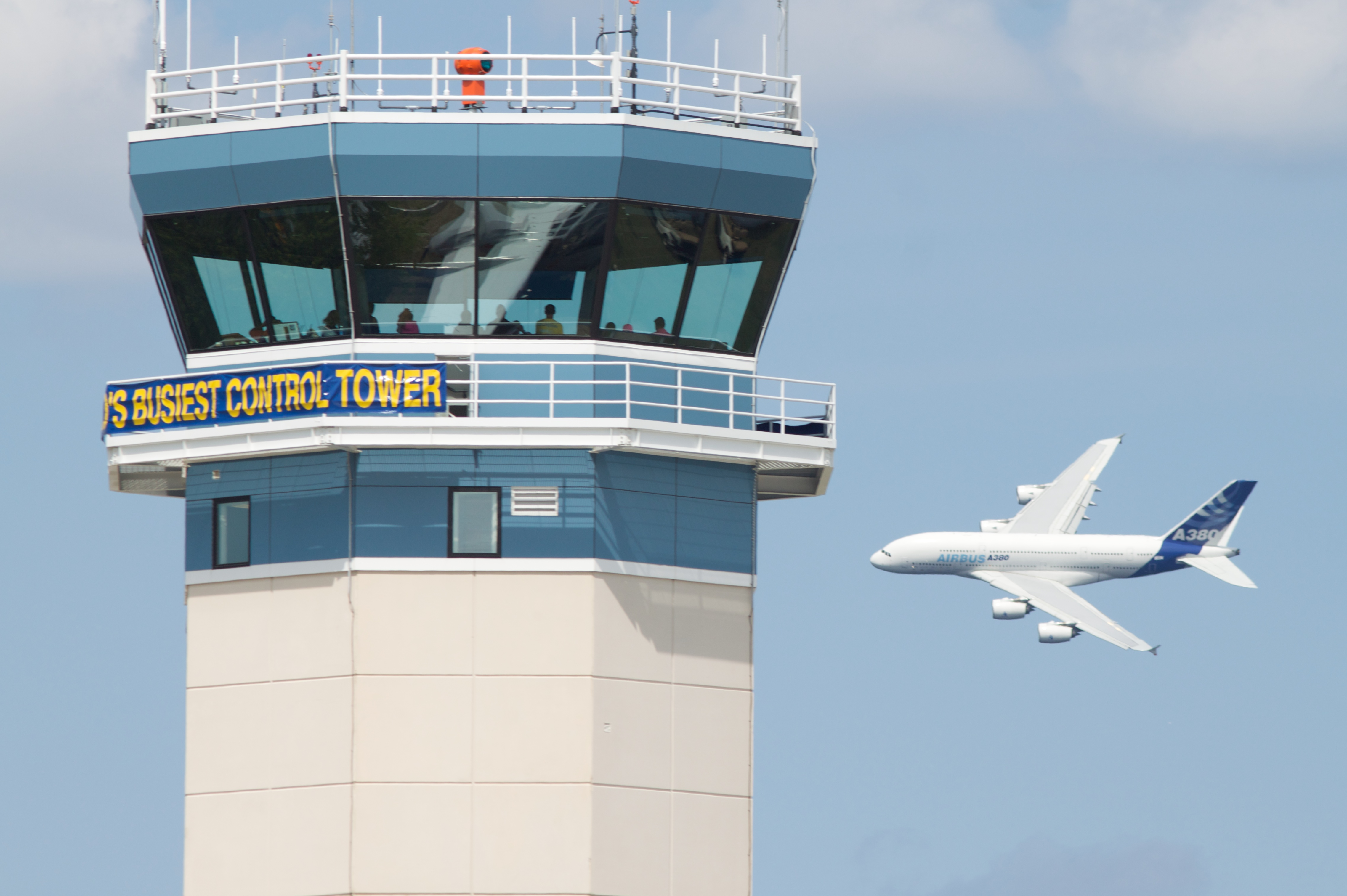
tour de contrôle des services de la circulation aérienne faisant atterrir l’Airbus A380

Les services de la circulation aérienne, autrement appelés services de la CA ou services ATS (ATS pour Air Traffic Services) désignent l'ensemble des services assurés par un organisme de la circulation aérienne afin de participer à la sécurité des vols. Ils sont au nombre de trois :
- le service de contrôle,
- le service d'information de vol,
- le service d'alerte.

## Service du contrôle de la navigation aérienne
Le service du contrôle de la navigation aérienne, ou du trafic aérien, parfois abrégé ATC (pour Air Traffic Control) a pour objectif de renforcer la sécurité du trafic aérien.

### Buts
Le service du contrôle de la circulation aérienne est instauré dans le but de :
- Empêcher les collisions entre aéronefs.
- Empêcher les collisions entre aéronefs sur l'aire de manœuvre et les obstacles se trouvant sur cette aire.
- Accélérer et ordonner la circulation aérienne.

### Bénéficiaires
Les vols bénéficiant du service de contrôle sont les suivants.
- Tous les vols aux instruments (IFR) en espace aérien contrôlé.
- Tous les vols à vue (VFR) en espace aérien contrôlé de classe B, C et D.
- Tous les vols dit « VFR spécial ».
- L'ensemble de la circulation d'aérodrome des aérodromes contrôlés.

### Fonctionnement du service de contrôle
Afin d’assurer le service du contrôle de la circulation aérienne, un organisme du contrôle de la circulation aérienne
doit :
- Recevoir des renseignements au sujet des mouvements prévus de chaque aéronef et des modifications qui leur sont apportées et connaître en permanence la progression effective de chaque aéronef ;
- Déterminer, d’après les renseignements reçus, les positions relatives des aéronefs signalés ;
- Délivrer des clairances et des renseignements afin de prévenir les abordages entre les aéronefs placés sous son contrôle et d’accélérer et ordonner la circulation aérienne ;
- Se mettre d’accord avec les autres organismes de la circulation aérienne :
  - Chaque fois qu’un aéronef risquerait sans cela d’entraver la circulation aérienne placée sous le contrôle de ces autres organismes ;
  - Avant de transférer à ces autres organismes le contrôle d’un aéronef.

### Moyens
Pour assurer le service du contrôle de la circulation aérienne, un contrôleur aérien dispose de deux moyens principaux :
- l’information de trafic
- la séparation (ou espacement), assurée grâce à des clairances.

Le moyen utilisé pour prévenir les abordages pour un aéronef donné dépend du régime de vol de l'aéronef et de la classe de l'espace aérien dans lequel il évolue.

## Service d'information de vol

### Buts
Le but du service d'information de vol est de fournir aux aéronefs tous les avis et renseignements utiles à l’exécution sûre et efficace des vols.

### Bénéficiaires
Le service d’information de vol doit être assuré au bénéfice de tous les aéronefs auxquels les renseignements correspondants pourraient être utiles et :
- Auxquels est assuré le service du contrôle de la circulation aérienne
- Dont la présence est connue par ailleurs.

### Renseignements fournis
Les renseignements suivants relèvent du service d’information de vol :
- Renseignements SIGMET
- Renseignements concernant toute activité volcanique pré-éruptive, toute éruption volcanique et la présence de cendres volcaniques
- Renseignements sur les modifications de l’état de fonctionnement des aides à la navigation
- Renseignements sur les modifications concernant la nature des services de la circulation aérienne et les conditions dans lesquelles ils sont assurés
- Renseignements sur l’activité des zones dangereuses et réglementées
- Renseignements sur les modifications de l’état des aérodromes et notamment de l’état de fonctionnement des installations, des aides à l’atterrissage et des services connexes, de l’état de l’aire de manœuvre quand ses caractéristiques sont modifiées en particulier par la présence de neige, de verglas ou d’une épaisseur significative d’eau
- Renseignements sur la présence d’oiseaux sur un aérodrome et au voisinage de celui-ci
- Renseignements sur les conditions météorologiques observées ou prévues aux aérodromes de départ, de destination et de dégagement
- Renseignements sur les conditions météorologiques sur le parcours lorsqu’elles peuvent influer sur la poursuite du vol et notamment sur la présence d’orage, de conditions de fort givrage, ainsi que pour les vols VFR sur l’existence de conditions météorologiques qui risquent de compromettre la poursuite du vol
- Renseignements sur la position de l’aéronef et la route suivie ou sur les écarts par rapport à la route ou à la trajectoire prévue
- Renseignements sur la présence d’un aéronef connu et sur sa position relative lorsque le service de la circulation aérienne estime que cette information peut aider les pilotes à prévenir un abordage
- Suggestion de manœuvre pour rejoindre un point ou une trajectoire ou pour aider à la prévention d’un abordage
- Tous autres renseignements disponibles lorsqu’ils sont susceptibles d’influer sur la bonne conduite du vol et en particulier sur sa sécurité

Parmi les renseignements ci-dessus utiles pour l’utilisation d’un aérodrome, certains renseignements sont dénommés
« paramètres ». Ce sont les suivants :
- piste en service ;
- Direction et force du vent, et variations significatives ;
- Visibilité horizontale ;
- Quantité de nuages bas et hauteur de leur base ;
- Température au sol et point de rosée ;
- Calage altimétrique requis pour lire au point le plus élevé de l’aire d’atterrissage, une altitude égale à l’altitude topographique de l’aérodrome (QNH) ;
- Pression atmosphérique à l’altitude topographique de l’aérodrome ou au seuil de piste (QFE) ;
- Niveau de transition.

## Service d'alerte

### But
Le but du service d'alerte est d’alerter les organismes appropriés lorsque des aéronefs ont besoin de l’aide des organismes de recherche et de sauvetage, et de prêter à ces organismes le concours nécessaire.

### Bénéficiaires
Le service d’alerte est assuré :
- à tout aéronef en vol contrôlé ;
- à tout autre aéronef ayant communiqué un plan de vol ;
- à tout aéronef n’ayant pas communiqué de plan de vol, lorsqu’un organisme de la circulation aérienne estime qu’il possède suffisamment d’éléments lui permettant de douter de la sécurité de l’aéronef ou de ses occupants ;
- à tout aéronef que l’on sait ou croit être l’objet d’une intervention illicite.

### Phases d'urgence
Pour simplifier la coordination entre les organismes en cas d'alerte, des phases ont été définies, ainsi que les cas où elles doivent être déclenchées. Chaque phase correspond à un déclenchement de moyens.

#### Phase d’incertitude (INCERFA)
L'INCERFA est une phase de recherche. Les organismes de recherche téléphonent aux organismes de la circulation aérienne ayant pu être en contact avec l'aéronef, afin de limiter la zone ou l'aéronef aurait pu avoir un problème. Ils téléphonent ensuite aux gendarmeries locales pour vérifier que personne n'a vu un avion s'écraser. À ce stade, la recherche est uniquement téléphonique, aucun moyen n'est déployé.
Une INCERFA est déclenchée lorsque :
- aucune communication n’a été reçue d’un aéronef, après un certain délai (30 minutes en France) qui suit l’heure à laquelle une communication aurait dû être reçue ou l’heure à laquelle a été effectuée la première tentative infructueuse de communication avec cet aéronef, si cette dernière heure est antérieure à la première ;
- un aéronef n’arrive pas, après un certain délai (30 minutes en France) qui suit la dernière heure d’arrivée prévue notifiée aux organismes de la circulation aérienne ou la dernière heure d’arrivée calculée par ces organismes si cette dernière heure est postérieure à la première, à moins qu’il n’existe aucun doute quant à la sécurité de l’aéronef et de ses occupants.

#### Phase d’alerte (ALERFA)
Une ALERFA est déclenchée lorsque :
- après la phase d’incertitude, les tentatives pour entrer en communication avec l’aéronef ou les demandes de renseignements à d’autres sources appropriées n’ont apporté aucune information sur l’aéronef
- un aéronef qui a reçu l’autorisation d’atterrir n’atterrit pas dans les cinq minutes qui suivent l’heure prévue d’atterrissage et qu’il n’a pas été établi de nouvelle communication avec l’aéronef
- les renseignements reçus indiquent que le fonctionnement de l’aéronef est compromis, sans que, toutefois, l’éventualité d’un atterrissage forcé soit probable, à moins que des indices concluants apaisent toute appréhension quant à la sécurité de l’aéronef et de ses occupants
- l’on sait ou que l’on croit qu’un aéronef est l’objet d’une intervention illicite.

#### Phase de détresse (DETRESFA)
Une DETRESFA est lancée lorsque :
- après la phase d’alerte, l’échec de nouvelles tentatives pour entrer en communication avec l’aéronef et de nouvelles demandes de renseignements plus largement diffusées indiquent que l’aéronef est probablement en détresse ; ou
- l’on estime que l’aéronef doit avoir épuisé son combustible ou que la quantité qui lui reste est insuffisante pour lui permettre de se poser en lieu sûr
- les renseignements reçus indiquent que le fonctionnement de l’aéronef est compromis au point qu’un atterrissage forcé est probable
- l’on a été informé ou qu’il est à peu près certain que l’aéronef a effectué un atterrissage forcé ou est sur le point de le faire, à moins qu’il ne soit à peu près certain que l’aéronef et ses occupants ne sont pas menacés d’un danger grave et imminent et n’ont pas besoin d’une aide immédiate.

### Délais de déclenchement maximums
- Signal de détresse : MAYDAY - SOS - Transpondeur 7700 : DETRESFA dans les 5 minutes
- Signal d'urgence : PAN-PAN - Balise de détresse : ALERFA dans les 5 minutes, DETRESFA selon les circonstances
- Intervention illicite - Transpondeur 7500 : ALERFA dans les 5 minutes, DETRESFA selon les circonstances
- Perte de contact radio (si obligatoire) et radar : ALERFA dans les 5 minutes, DETRESFA dans les 10 minutes
- Perte de contact radio en approche et dans la circulation de l'aérodrome : ALERFA dans les 5 minutes, DETRESFA dans les 10 minutes
- Absence de contact radio en sortie de circulation d'aérodrome : INCERFA dans les 10 minutes, ALERFA dans les 20 minutes, DETRESFA dans les 30 minutes.
- Perte de contact radio d'un vol contrôlé : INCERFA dans les 10 minutes, ALERFA dans les 20 minutes, DETRESFA dans les 30 minutes.
- Retard à l'arrivée d'un aéronef avec plan de vol : INCERFA dans les 30 minutes, ALERFA dans les 60 minutes, DETRESFA dans les 90 minutes.
- Absence de contact radio si obligatoire pour un aéronef avec plan de vol : INCERFA dans les 30 minutes, ALERFA dans les 60 minutes, DETRESFA dans les 90 minutes.
- Pour un aéronef non contrôlé sans plan de vol, les phases sont déclenchées selon les circonstances.

Ce tableau n'est pas exhaustif, il fixe des limites pour les phases dans les cas classiques, et sert de guide pour déclencher des phases dans des cas non classiques. Bien entendu, les phases ne sont pas déclenchées, et les phases existantes sont annulées, s’il s'avère que l'aéronef est en sécurité.

## Financement des services
Lié au budget annexe de l'aviation civile, le financement des services de la circulation aérienne en Europe - comprenant les frais généraux, la formation, les études, les essais, ainsi que la recherche et le développement consacrés aux services rendus - est assuré par deux types de redevances :
- redevances de route : elles rémunèrent l'usage des installations et services mis en œuvre par chaque État-membre d'Eurocontrol au-dessus de son territoire et dans son voisinage pour les services de circulation aérienne en route. Chaque vol accompli est caractérisé par un certain nombre d'unités de service (UDS) correspondant aux prestations de service de la circulation aérienne fournies à un avion de 50 tonnes sur une distance de 100 km auxquelles s'appliquent des taux unitaires variables selon les États. Il y a une volonté d'harmonisation de ces taux à l'échelle européenne qui devrait se concrétiser avec la mise en place des blocs d'espace aérien fonctionnels (FAB). La redevance est gérée par Eurocontrol qui en assure le recouvrement et verse à chacun des États survolés la part de redevance qui lui revient.
- redevances pour services terminaux : elles rémunèrent les services rendus par chacun des États pour les services de la circulation aérienne à l'arrivée et au départ des aérodromes. En France la redevance des services de contrôle terminaux de la circulation aérienne (RSCTA) est perçue pour les aérodromes dont l'activité dépasse un certain seuil. Les unités de service de la RSCTA sont calculées à partir de la masse moyenne au décollage des aéronefs. En France, la RSCTA est collectée pour 61 aérodromes contrôlés[2]. A titre d'exemple, la DGAC a perçu en 2008 1068 millions d'euros de redevance de route pour 1249 millions budgétés en dépenses pour le contrôle aérien.